# Sciara jacobsoni
Sciara jacobsoni är en tvåvingeart som beskrevs av Edwards 1931. Sciara jacobsoni ingår i släktet Sciara och familjen sorgmyggor. Inga underarter finns listade i Catalogue of Life.